# San Pietro in Vinculis (Pisa)
San Pietro in Vinculis (česky Sv. Petr v okovech) je katolický kostel v Pise, stojící na via Cavour.
Byl postaven augustiniány v letech 1072-1118 na místě původního kostela. Fara byla přistavěna o několik let později.
Budova v pisánském románském stylu byla navržena Buschetem. Kostel je trojlodní s apsidami. Na fasádě jsou pilastry, slepé arkády, oculi (malá kruhová okna), kosočtverce a sloupková okna.
V interiéru leží pod vykládanou dlažbou krypta s křížovou klenbou a starořímskými hlavicemi sloupů, možná zbytky starověké tržištní lodžie později přenesené do křesťanského chrámu. Uchovává římské sarkofágy, zbytky fresek a malbu Ukřižování ze 13. století. Fara je zdobena freskami ze 13. a 15. století a štuky z 18. století.
Zvonice byla původně obytnou věží z přelomu 11. a 12. století.